# Acide hypobromeux
L'acide hypobromeux est un acide inorganique très faible et instable de formule brute HOBr.  Il n'est stable qu'en solution uniquement et possède des propriétés chimiques et physiques très semblables à celles d'autres acides hypohalogéneux. Ses sels et esters sont appelés hypobromites et sont également instables.

## Synthèse et propriétés
L'addition de dibrome  dans de l'eau  produit de l'acide hypobromeux et de l'acide bromhydrique (HBr) par une réaction de dismutation : 
Br2 + H2O ⇌  HOBr + HBr
Afin de déplacer l'équilibre, qui est situé sur le côté gauche, du côté de HOBr, le  bromure d'hydrogène est capté avec un excès d'oxyde de mercure(II) et :  
2 Br2 + 3 HgO+ H2O → HgBr + 2 HgO + 3 HOBr
HgBr2 et  HgO se combinent pour former le sel mixte bromure/oxyde de mercure, HgBr2·2 HgO.
La solution résultante présente une concentration maximale d'acide hypobromeux de  6%.
L'acide hypobromeux a un pKa de 7,69 et n'est donc que partiellement dissocié dans l'eau à pH = 7. Comme l'acide, les hypobromites sont instables et subissent une lente réaction de dismutation qui forme des bromates, BrO3− et des bromures, Br− : 
3BrO−(aq) →  2Br−(aq) + BrO3−(aq)
La production et le stockage doivent donc être effectués à 0 °C. Les solutions d'acide hypobromeux comme celles de ses sels sont de couleur jaune et d'odeur aromatique.
L'acide hypobromeux est  un agent oxydant fort. En solution acide, le potentiel standard pour le couple HBrO / Br− est de 1,34 V.

## Utilisation
HOBr est utilisé comme agent de blanchiment, oxydant, déodorant et désinfectant, en raison de sa capacité à éliminer de nombreux agents pathogènes. Cet acide est produit dans les vertébrés à sang chaud surtout par les éosinophiles, qui le  produisent par l'action de l'enzyme (en) eosinophil peroxidase qui part préférentiellement de bromures.
De meilleurs résultats sont obtenus lorsqu'il est utilisé en combinaison avec son homologue, l'acide hypochloreux.